# Novantinoe rufa
Novantinoe rufa là một loài bọ cánh cứng trong họ Cerambycidae.